# Фуюань (повіт)
25°40′18″ пн. ш. 104°15′13″ сх. д. / 25.67161° пн. ш. 104.25353° сх. д.
Фуюань (кит. 富源县, пін. Fùyuán Xiàn) — один із повітів КНР у складі префектури Цюйцзін, провінція Юньнань. Адміністративний центр — містечко Чжун'ань.

## Географія
Фуюань лежить на висоті близько 1800 метрів над рівнем моря у центрі Юньнань-Гуйчжоуського плато.

### Клімат
Повіт знаходиться у зоні, котра характеризується океанічним кліматом субтропічних нагір'їв. Найтепліший місяць — липень із середньою температурою 20,1 °C. Найхолодніший місяць — січень, із середньою температурою 6,5 °С.
| Клімат повіту Фуюань    | Клімат повіту Фуюань | Клімат повіту Фуюань | Клімат повіту Фуюань | Клімат повіту Фуюань | Клімат повіту Фуюань | Клімат повіту Фуюань | Клімат повіту Фуюань | Клімат повіту Фуюань | Клімат повіту Фуюань | Клімат повіту Фуюань | Клімат повіту Фуюань | Клімат повіту Фуюань | Клімат повіту Фуюань |
| Показник                | Січ.                 | Лют.                 | Бер.                 | Квіт.                | Трав.                | Черв.                | Лип.                 | Серп.                | Вер.                 | Жовт.                | Лист.                | Груд.                | Рік                  |
| Середній максимум, °C   | 13,2                 | 15,3                 | 19,7                 | 23,3                 | 24,5                 | 24,7                 | 25                   | 24,9                 | 22,9                 | 19,8                 | 17,2                 | 14                   | 20,4                 |
| Середня температура, °C | 6,5                  | 8,5                  | 12,3                 | 16,1                 | 18,3                 | 19,8                 | 20,1                 | 19,6                 | 17,6                 | 14,6                 | 10,9                 | 7,2                  | 14,3                 |
| Середній мінімум, °C    | 2                    | 3,7                  | 6,9                  | 10,7                 | 13,7                 | 16,3                 | 16,9                 | 16,2                 | 14,2                 | 11,5                 | 6,9                  | 2,9                  | 10,2                 |
| Норма опадів, мм        | 21.6                 | 20.4                 | 28.8                 | 40.8                 | 117.3                | 219.3                | 210.9                | 160.4                | 112.1                | 83.4                 | 35.8                 | 13.9                 | 1064.7               |
| Вологість повітря, %    | 73                   | 68                   | 63                   | 63                   | 70                   | 78                   | 81                   | 81                   | 81                   | 82                   | 77                   | 75                   | 74.3                 |
| ----------------------- | -------------------- | -------------------- | -------------------- | -------------------- | -------------------- | -------------------- | -------------------- | -------------------- | -------------------- | -------------------- | -------------------- | -------------------- | -------------------- |
| Джерело: data.cma.cn    |                      |                      |                      |                      |                      |                      |                      |                      |                      |                      |                      |                      |                      |